# Loculla rauca
Loculla rauca är en spindelart som beskrevs av Simon 1910. Loculla rauca ingår i släktet Loculla och familjen vargspindlar.
Artens utbredningsområde är São Tomé. Utöver nominatformen finns också underarten L. r. minor.